# إليزابيث سيويل
إليزابيث سيويل (بالإنجليزية: Elizabeth Sewell)‏ (9 مارس 1919 في الهند - 12 يناير 2001)؛ كاتِبة، شاعرة وروائية بريطانية-أمريكية. درست في جامعة كامبريدج.